# Capafonts
Capafonts ist ein Bergdorf in Katalonien in der Region von Baix Camp, das durch seine Wälder und durch sein Kristallwasser bekannt ist.

## Lage
Das Dorf befindet sich 36 km von Reus und 140 km von Barcelona entfernt. In der Nähe des Dorfes ist die Stadt Salou und der Freizeitpark PortAventura.

## Geschichte
Von der Gründung des Dorfes an bis zum 20. Jahrhundert hatte Capafonts ein feudales System: Zunächst war es im Besitz der Grafen von Prades und später der Landguts- und Großgutbesitzer. Diese besaßen zudem das ganze Dorf und das damit verbundene Territorium.

### Frühzeit
Die menschliche Präsenz im Capafonts-Tal geht auf das Epipaläolithikum und auf die Jungsteinzeit zurück, wie einige Höhlen und Fossilienfunde in der Umgebung vermuten lassen. Die Bevölkerung, die zwischen der Jungsteinzeit und der Bronzezeit in Capafonts lebte, war wahrscheinlich ein Nomadenvolk, das sich dort niederließ.

### Antike
Funde, die aus der Antike stammen, lassen vermuten, dass Menschen auch zu dieser Zeit präsent waren. Solche Funde sind zum Beispiel Keramikreste und frühiberische Münzen aus dem 2. Jahrhundert nach Christus sowie die Überreste einer römischen Stadt. Anscheinend waren in dieser Umgebung später auch die Westgoten präsent.

### Frühes Mittelalter
Im 11. Jahrhundert lag die politische Administration Capafonts in Siurana. Capafonts war der Fluchtort von verfolgten Christen, die sich bis 1159 dort ansiedelten. Ab dem Jahr 1151 wurde die politische Administration des Dorfes nach Barcelona übergeben; in der Urkunde erscheint erstmals der Name Capafontes. Diese Situation fand 1324 ein Ende, als Jakob II. die Grafschaft Prades zu Gunsten seines einzigen Sohnes Alfons IV.  gründete.

### Spätes Mittelalter
Im Jahre 1425 übernahm die Grafschaft Cardona die Regierung über das Dorf, Ende des 16. Jahrhunderts das Herzogtum von Medinaceli und später fiel das Dorf an das Herzogtum Feria.

### Moderne
Die Geschichte Capafonts unterscheidet sich in dieser Zeit kaum von der Geschichte der weiteren Umgebung.
1860 hatte Capafonts die größte Bevölkerungsdichte seit der Entstehung. Damals zählte Capafonts 532, im Jahre 1900 422 und 1950 292 Einwohner.

## Wirtschaft
Während der ganzen Geschichte war die Agrikultur der dominierende Sektor, was durch die Vegetation erklärt werden kann. Die Wälder in der Umgebung boten genug Nahrungsmittel (Kräuter, Jagd und Fischerei).

## Tourismus
Die größten Touristenattraktionen sind die Wälder und die Kristallgewässer Capafonts sowie die Kirche La iglesia de Santa Maria, auch genannt Mare de Deu de Barrulles.

## Sitten und Bräuche
Das größte Fest wird am 15. August gefeiert. 
Capafonts hat besondere kulinarische Traditionen bewahrt. Besonders erwähnenswert sind die Thymian-Suppen, Mandongos und die Orrelletes.